# Tetheamyrma
Tetheamyrma (лат.) — род муравьёв из подсемейства мирмицины (Myrmicinae, Crematogastrini, ранее в Stenammini). Юго-Восточная Азия: Восточная Малайзия (Сабах)
.

## Описание
Мелкие земляные муравьи коричневого цвета. Заднегрудка с проподеальными шипиками. Усики короткие, у  рабочих 10 или 11-члениковые, булава 2-члениковая. Усиковые бороздки отсутствуют. Жвалы рабочих с 6—7 зубцами. Нижнечелюстные щупики 2-члениковые, нижнегубные щупики состоят из 2 сегментов. Голени средних и задних ног без апикальных шпор. Стебелёк между грудкой и брюшком состоит из двух сегментов (петиоль + постпетиоль)
.
- Tetheamyrma subspongia Bolton, 1991
- Tetheamyrma bidentata General & Buenavente, 2018[3][4]